# Euploea cratis
Euploea cratis är en fjärilsart som beskrevs av Butler 1866. Euploea cratis ingår i släktet Euploea och familjen praktfjärilar. Inga underarter finns listade i Catalogue of Life.